# Captain America: The Winter Soldier
Captain America: The Winter Soldier is een Amerikaanse superheldenfilm uit 2014, uitgebracht in 2D, 3D en IMAX 3D en geregisseerd door Anthony Russo en Joe Russo. De film met het Marvel Comics-personage Captain America werd geproduceerd door Marvel Studios en verdeeld door Walt Disney Pictures en is het vervolg op Captain America: The First Avenger. Christopher Markus en Stephen McFeely schreven net als bij The First Avenger het scenario, gebaseerd op de Captain America-stripboeken van Joe Simon en Jack Kirby. 
Het is de negende film in het Marvel Cinematic Universe.

## Verhaal
Twee jaar zijn verstreken sinds de gebeurtenissen uit The Avengers, en Steve Rogers, alias Captain America, is nu fulltime in dienst van S.H.I.E.L.D.. Op een dag wordt hij samen met Natasha Romanoff en het S.T.R.I.K.E. eropuit gestuurd om een schip dat gekaapt is door een groep piraten, geleid door Georges Batroc, te ontzetten. Tijdens de missie ontdekt Rogers dat Romanoff nog een extra opdracht heeft: data bemachtigen van de scheepscomputers in opdracht van Nick Fury.  Wanneer Rogers Fury hiermee confronteert, ontdekt hij dat S.H.I.E.L.D. steeds meer mensen begint te bespioneren via een nieuw project genaamd Insight: drie helicarriers die in  combinatie met een reeks spionagesatellieten potentiële bedreigingen moeten opsporen en vroegtijdig uitschakelen. Deze zullen spoedig in gebruik worden genomen. Fury is zelf echter ook achterdochtig over dit project, vooral omdat hij de data die Romanoff bemachtigd heeft niet kan ontcijferen.
Op weg naar een afspraak met Maria Hill wordt Fury aangevallen door een huurmoordenaar genaamd De Winter Soldier. Dit is voor Fury bewijs dat S.H.I.E.L.D. is overgenomen door een vijandige organisatie, en hij waarschuwt Rogers en Romanoff. Fury wordt neergeschoten door de Winter Soldier en sterft ogenschijnlijk aan zijn verwondingen, maar niet voordat hij Rogers een USB-stick met de gestolen data heeft kunnen overhandigen. Wanneer Rogers de informatie die Fury hem gaf weigert te delen met S.H.I.E.L.D.-agent Alexander Pierce, wordt hij bestempeld als een verrader. 
Rogers en Romanoff vluchten voor S.H.I.E.L.D. naar een ondergrondse bunker in New Jersey. Daar vinden ze een supercomputer waarin het geheugen van de reeds overleden HYDRA-wetenschapper Arnim Zola is opgeslagen. Via Zola vernemen de twee dat HYDRA nooit verslagen is zoals aanvankelijk werd gedacht. Sterker nog; HYDRA heeft al sinds de oprichting van S.H.I.E.L.D. zijn spionnen binnen de organisatie gehad. Via deze spionnen heeft HYDRA wereldwijd chaos veroorzaakt om zo mensen bang te maken en iedereen vrijwillig zijn vrijheid op te laten geven in ruil voor veiligheid. Rogers en Romanoff kunnen net op tijd ontkomen als de bunker wordt opgeblazen, en roepen de hulp in van voormalig USAF-medewerker Sam Wilson. Samen deduceren ze dat agent Jasper Sitwell een spion van HYDRA is, en dat HYDRA S.H.I.E.L.D.’s project Insight gebruikt om dreigingen voor hun plannen te elimineren. Op weg naar het S.H.I.E.L.D.-hoofdkwartier wordt de groep weer aangevallen door de Winter Soldier, en tijdens het gevecht ontdekt Rogers dat de Winter Soldier niemand minder is dan zijn oude vriend Bucky Barnes. Hij weet echter niks meer van zijn oude leven en identiteit. 
De groep wordt gered door Maria Hill, die hen naar een onderduikadres brengt waar Fury, die zijn dood slechts in scène had gezet om eigenhandig HYDRA ten val te brengen, zich schuil houdt. Samen beramen ze een plan om de drie Helicarriers te saboteren voordat HYDRA ze kan inzetten, door hun controlechips te vervangen. Nadat de leiders van de World Security Council arriveren om project Insight officieel in gebruik te nemen, onthult Rogers HYDRA’s plan. Fury dwingt agent Pierce om S.H.I.E.L.D's database te ontsluiten zodat Romanoff HYDRA’s plan kan onthullen aan de wereld. Na een worsteling schiet Fury Pierce dood, terwijl Rogers en Wilson twee Helicarriers bestormen. Ze slagen erin hier de chips te verwisselen, maar de Winter Soldier grijpt in voor ze de derde kunnen bereiken. Na een gevecht slaagt Rogers er ook in de chips van de derde Helicarrier te verwisselen, waarna Hill de controle over de drie Helicarriers overneemt en ze elkaar laat verwoesten. Rogers valt van de derde Helicarrier in een rivier, maar wordt tot zijn verbazing gered door de Winter Soldier. 
HYDRA is voorlopig verslagen, maar S.H.I.E.L.D. verkeert in chaos. Fury vertrekt naar Oost-Europa om de resterende bolwerken van HYDRA op te sporen, terwijl Rogers en Wilson de Winter Soldier proberen op te sporen. 
In twee bonusscènes is te zien dat HYDRA reeds bezig is zich te herstellen. De huidige leider, Baron von Strucker, is in het bezit van Loki’s scepter uit The Avengers. Bovendien heeft HYDRA twee gevangenen met superkrachten: Quicksilver en Scarlet Witch. Tevens is te zien hoe de Winter Soldier een monument ter nagedachtenis aan zijn alter ego Bucky bezoekt.

## Rolverdeling
| Acteur                             | Personage                      | Opmerkingen                                                         |
| ---------------------------------- | ------------------------------ | ------------------------------------------------------------------- |
| Chris Evans                        | Steve Rogers / Captain America |                                                                     |
| Samuel L. Jackson                  | Nick Fury                      | De directeur van S.H.I.E.L.D.                                       |
| Scarlett Johansson                 | Natasha Romanoff / Black Widow |                                                                     |
| Robert Redford                     | Alexander Pierce               | Een hoge leider binnen S.H.I.E.L.D.                                 |
| Sebastian Stan                     | Bucky Barnes / Winter Soldier  |                                                                     |
| Anthony Mackie                     | Sam Wilson / Falcon            |                                                                     |
| Cobie Smulders                     | Maria Hill                     | Een hooggplaatste S.H.I.E.L.D.-agent                                |
| Frank Grillo                       | Brock Rumlow                   | Een agent in S.H.I.E.L.D.'s terrorismebestrijding-S.T.R.I.K.E.-team |
| Maximiliano Hernández              | Jasper Sitwell                 |                                                                     |
| Emily VanCamp                      | Sharon Carter                  | Agent 13                                                            |
| Hayley Atwell                      | Peggy Carter                   | Een gepensioneerde officier bij de Strategic Scientific Reserve     |
| Toby Jones                         | Arnim Zola                     |                                                                     |
| Callan Mulvey                      | Jack Rollins                   |                                                                     |
| Jenny Agutter                      | Raadsvrouw Pamela Hawley       |                                                                     |
| Bernard White                      | Raadsman Jakuna Singh          |                                                                     |
| Alan Dale                          | Raadsman Douglas Rockwell      |                                                                     |
| Chin Han                           | Raadsman Chao Yen              |                                                                     |
| Garry Shandling                    | Senator Stern                  |                                                                     |
| Georges St-Pierre                  | Georges Batroc                 |                                                                     |
| Aaron Himelstein                   | Cameron Klein                  |                                                                     |
| Joe Russo                          | Dr. Fine                       |                                                                     |
| Danny Pudi                         | Moore                          |                                                                     |
| D.C. Pierson                       | Aaron                          |                                                                     |
| Christopher Markus Stephen McFeely | S.H.I.E.L.D.-ondervragers      |                                                                     |
| Pat Healy Ed Brubaker              | Wetenschappers                 |                                                                     |
| Steven Culp                        | Congreslid P. Wenham           |                                                                     |
| Gary Sinise                        | De Smithsonian Verteller       | Stem                                                                |
| Nestor Serrano                     | Generaal S. Scudder            |                                                                     |
| Stan Lee                           | Zichzelf                       | Cameo                                                               |
| Thomas Kretschmann                 | Baron Wolfgang von Strucker    | Post-credit scene                                                   |
| Henry Goodman                      | Dr. List                       | Post-credit scene                                                   |
| Aaron Taylor-Johnson               | Pietro Maximoff                | Post-credit scene                                                   |
| Elizabeth Olsen                    | Wanda Maximoff                 | Post-credit scene                                                   |

## Achtergrond
De opnames vonden plaats begin mei 2013 tot eind juni 2013 in Cleveland (Ohio). De gebroeders Russo maakten gebruik van digitale animatiebeelden. De visuele effecten van de film waren in handen van Industrial Light & Magic en Scanline VFX. Henry Jackman heeft de muziek gecomponeerd, waarvan de soundtrack door het label Hollywood Records wordt vrijgegeven. De totale begroting van de film bedroeg $ 170.000.000 dollar.
In oktober 2013 werd de eerste trailer van Captain America: The Winter Soldier uitgebracht. De eerste televisiereclame voor de film werd uitgezonden tijdens de 'Super Bowl XLVIII' op 2 februari 2014. De wereldpremière van de film was op 13 maart 2014 in Hollywood.
Er is inmiddels een derde deel aangekondigd.